# Rudolf Blüml
Rudolf Blüml (* 16. April 1898 in Karnitzen (bei St. Paul im Gailtal); † 28. September 1966 in Klagenfurt) war ein Kärntner Slowene und österreichischer Priester, der maßgeblichen Einfluss auf die Entwicklung der slowenischsprachigen Volksgruppe in Kärnten hatte.

## Leben
Blüml war der Sohn des Schuhmachers Georg Blüml vulgo Tomažele (* 20. April 1859; † 1. September 1933) und dessen Ehefrau Ursula geb. Jobst (* 4. Februar 1857; † 4. Januar 1912).
Rudolf Blüml hatte eine entbehrungsreiche Kindheit: Die Glaubenswelt der Kuglič-Familie war römisch-katholisch, ihre Ausprägung in ländlich-naiver Form von der heiligen Dreifaltigkeit bestimmt. Die Mutter des bescheidenen und talentierten Jugendlichen legte großen Wert auf seine Ausbildung. Zunächst besuchte er die Volksschule in St. Paul im Gailtal. Eher zufällig und mit Unterstützung von Verwandten aus der Umgebung Klagenfurts konnte Blüml in der Landeshauptstadt das Gymnasium besuchen. Noch während des Ersten Weltkrieges besuchte er als Einjährig-Freiwilliger die Offiziersschule des Agramer Hausregiments, das in Rijeka stationiert war. Am 29. Mai 1918 maturierte Rudolf Blüml in Klagenfurt und schrieb sich im selben Jahr an der Theologischen Diözesanlehranstalt ein.
Abwehrkampf und Volksabstimmung und die einhergehenden labilen politischen Ereignisse verhinderten die Fortführung der Studien in Klagenfurt; mit Unterstützung seiner Mentoren wandte sich Blüml nach Marburg an der Drau, wo er sein philosophisch-theologisches Studium fortsetzte und später das Priesterseminar verließ, um an der neu gegründeten Universität Laibach sein Studium fortzusetzen. Dort übernahm er das Amt des Vertreters der Theologischen Fakultät an der Universität. Seine Priesterweihe erhielt er am 3. Juni 1922 in Laibach und seine Primiz feierte er am 16. Juli 1922 in Karnitzen/Karnice im Gailtal.
Rudolf Blümls weiterer Weg führte nach Wien, wo er seine Theologiestudien fortsetzte. Er wohnte zunächst im Augustineum. Hier lernte er den Direktor der Anstalt, Theodor Innitzer, kennen, der zu seinem „Dissertations-Vater“ wurde und der ihm auch eine Unterkunft im Herz-Jesu-Kloster im 3. Bezirk vermittelte. Blüml dankte dies mit engagiertem Einsatz als Seelsorger, Prediger und Beichtvater.

## Politik
Er lernte früh den Prälaten Ignaz Seipel kennen, der ebenfalls das Herz-Jesu-Kloster als seinen geistlichen Rückzugsraum pflegte. Aus dieser Bekanntschaft entwickelte sich eine partnerschaftlich-freundschaftliche Beziehung zwischen den beiden Männern, die sich in den weiteren Jahren in einem intensiven intellektuellen Austausch befanden. Im Laufe seines weiteren Lebens publizierte Blüml mehrere Bücher über Ignaz Seipel oder gab welche für ihn heraus, als er diese selbst nicht mehr veröffentlichen konnte. Eines der bekanntesten erschien unter dem Titel „Prälat Seipel – Ein großes Leben in kleinen Bildern“ in der Buchdruckerei Carinthia des Sankt-Josefs-Vereins in Klagenfurt 1933. Aus diesem wird erkennbar, wie nahe Rudolf Blüml seinem väterlichen Freund und persönlichen Vorbild gewesen sein muss. Dieses jahrelange Zusammenwirken beschränkte sich nicht nur auf Ausstellungsbesuche, theologische Diskussionen oder Spaziergänge, sondern wurde im Laufe mehrerer Jahre zu einer prägenden, geistig fundierten Freundschaft unter Theologen, in der nicht nur der Ältere dem Jüngeren, sondern auch der im südlichen Grenzland geborene Blüml dem Politiker hilfreiche Einschätzungen vermitteln konnte. Wie sehr die beiden miteinander konnten, zeigt unter anderem „ein persönliches Bekenntnis“ Rudolf Blümls, in dem sich dieser für die Zuwendung des Priesters und Bundeskanzlers bedankt. Selbst im Sterbejahr des Politikers reiste dieser, bereits von schwerer Krankheit gezeichnet, nach Klagenfurt und besuchte  Blüml, der sich inzwischen in der Heimat eingelebt hatte.

## Erziehungswesen
Diözesanbischof Adam Hefter hatte dem inzwischen zum Philosophen, Theologen, Staatswissenschafter und Soziologen ausgebildeten Blüml im Jahre 1928 die neu errichtete slowenische Abteilung der Caritas und die Verwaltung der Pfarre Sankt Johann im Rosental als Provisor übertragen. Darüber hinaus wurde er Sachwalter der Hermagoras-Bruderschaft und Sekretär der Exerzitienbewegung der Diözese Gurk. Im Jahre 1934 – Blüml durchlief bis dahin verschiedene Stadien neuer kirchlicher Initiativen – berief ihn Fürstbischof Adam Hefter als 36-Jährigen auf Anraten Bischof Andreas Rohrachers in das Gurker Domkapitel. Die Leitung des Seelsorgeamtes für die gesamte Diözese wurde für Rudolf Blüml die nächste Herausforderung. Er initiierte Seelsorgekurse, wurde Professor an der Privat-Lehrerinnenbildungsanstalt der Ursulinen in Klagenfurt, bot Erwachsenenbildungskurse an und publizierte in deutschen und slowenischen Medien in beiden Landessprachen.

## Abgeordneter
Aufgrund seines engagierten Wirkens und seines Wissens kam Dr. Rudolf Blüml ab dem 12. Februar 1934 eine hoch politische Aufgabe zu: Er wurde als Vertreter des Diözesanbischofs bzw. als Vertreter der Kirchen- und Religionsgemeinschaften Abgeordneter zum Kärntner Landtag. Obwohl die Österreichische Bischofskonferenz am 30. November 1933 die politische Betätigung der Priester und die Ausübung politischer Funktionen verboten hatte, konnte sich die Diözese nicht aus dem katholisch geprägten Ständestaat entziehen und gestattete das Mandat ihres Domherrn. Dieser beschäftigte sich im Kärntner Landtag als Mitglied des Schulausschusses vorrangig mit den Problemen des Schulwesens und Fragen der sozialen Fürsorge. Darüber hinaus beriet er den Landeshauptmann in Volksgruppenfragen.

## NS-Verfolgung
Die schlimmsten gesellschaftlichen Erfahrungen musste Rudolf Blüml machen, als die Nationalsozialisten Staat und Verwaltung übernahmen. Bereits am 21. März 1938 wurde Fürstbischof Adam Hefter von dem Regime gezwungen, zahlreiche slowenischsprachige Geistliche auf andere Seelsorgeposten zu versetzen, unter ihnen  auch Rudolf Blüml. Am 24. März 1938 wurde er zusammen mit sechs weiteren slowenischen Priestern aus ihren Pfarren und aus dem slowenischen Siedlungsgebiet verwiesen. Nach Abhaltung des Referendums, mit dem die Eigenstaatlichkeit Österreichs endgültig erlosch, beruhigte sich die Lage etwas; Blüml konnte zurückkehren und wurde im Herbst 1938 zum Dompfarrer berufen. Zwei Jahre später wurde er Stadtdechant von Klagenfurt, konnte diese Funktion jedoch nur sechs Tage lang ausüben. Der Überfall des Deutschen Reiches auf Jugoslawien wirkte sich unmittelbar auf die slowenischsprachigen Kärntner Priester aus. 52 von ihnen wurden am 6. April 1941 zunächst interniert und danach infolge aufreibender Verhandlungen, die das Ordinariat mit den NS-Behörden führen musste, in deutsche Gemeinden des Landes versetzt. Blüml wurde von der Gestapo am selben Tag verhaftet. Er und der Priester Konrad Mente erhielten den Gauverweis und mussten ihre Heimat Kärnten verlassen. Erst am 1. Juli 1945, nach vierjähriger Verbannung, kehrte Rudolf Blüml nach Klagenfurt zurück.

## Trümmerpriester
Als wieder eingesetzter Dompfarrer wurde er zum „Trümmerpriester“, der nicht nur die Trümmer der zerstörten Stadt und des Landes vor sich sah, sondern der vor allem zertrümmerte Seelen zu betreuen hatte. Zu Unrecht oft diskriminiert, zeigte der Dompfarrer, dass die künftige Arbeit für Land und Menschen dem Frieden, der Versöhnung, der Überwindung von Feindschaften und der Vermittlung ethischer Werte zu gelten habe. Aufgrund seiner Initiative erschien die slowenische Kirchenzeitung „Nedelja“ („Der Sonntag“) wieder und wurde vom Monats- zum Wochenblatt. Gleichzeitig gab er Impulse zur Herausgabe der deutschsprachigen „Kirchenzeitung“ und der „Gotteskinder“. In dieser Zeit begann er seine Vorarbeiten für ein weiteres Buch zu Ignaz Seipel: „Im Dienste des Wortes – Predigten und Ansprachen“.
Aufgrund eines Verkehrsunfalles am 23. November 1946 befand sich Blüml drei Jahre in Rekonvaleszenz und Beurlaubung, dieser ereignete sich bei Wartberg im Mürztal auf einer Fahrt mit Anwalt Dr. Tschurtschenthaler. Seine priesterliche Laufbahn entwickelte sich anders als erwartet; die intellektuelle Kraft allerdings und der Wille, an der Ausgestaltung der Botschaft fortzufahren, blieben Rudolf Blüml erhalten. Greift man zurück auf seine Dissertationsschrift „Paulus und der dreieinige Gott“, so erklärt sich sein theologisches Motiv, wenn er im Vorwort die Erkenntnis seiner Studien so ausdrückt

„Klar und immer klarer aber wurde mir auch, dass ganz lebendiges, urchristlich-paulinisches Christentum nur im ständigen Aufblick des Ebenbildes zum Urbild bestehen kann, und dass ein wesensmäßiges Begreifen der gottgeschaffenen Lebensverhältnisse im Menschen und in der Menschheit nur aus dem glaubensmäßig erkannten und erfassten allvorbildlichen Gott heraus möglich wird, aus jenem Gott, nach dessen und zu dessen Bild die ‚neue Schöpfung‘ geschaffen und der ‚Alles in Allen‘ ist. Dieser allvorbildliche Gott ist für Paulus aber ein dreieiniger (…)“

Hat der Priester und hochrangige Theologe aus dem Unteren Gailtal eine mögliche Auseinandersetzung über den Weg der Kirche, die erst Jahrzehnte nach seinem Ableben einsetzte, bereits erahnt? Fest steht, dass Rudolf Blüml ab Mitte der 50er Jahre noch bedeutende Aufgaben innerhalb der Gurker Diözese einnehmen sollte. Die umfassenden Erfahrungen seines bisherigen Lebens waren ihm dabei nützlich, und seine Förderung des geistigen Lebens der slowenischen Volksgruppe wurde Legende. Trotz vieler Übergriffe und Attacken auf seine Person blieb auch Blümls Heimatliebe und Bekenntnis zur Republik Österreich unantastbar.
Nach der Errichtung des Bundesgymnasiums für Slowenen in Klagenfurt (1957) übernahm er die Funktion eines Fachinspektors für Religion. Für die Kärntner slowenische Jugend gestaltete er das Exerzitienheim in Tainach, und er entwarf Pläne für das neu angekaufte Heim bei der Wallfahrtskirche Heiligengrab. Die kirchlichen Funktionen des Domherrn erreichten mit seiner Ernennung zum Dompropst im August 1965 einen Höhepunkt, über den er sich nicht mehr lange freuen konnte. Sein Lebensweg endete nach einer letzten schweren Krankheit am 28. September 1966. Er wurde am 30. September 1966, einem verregneten Herbsttag, in der Gruft des Gurker Domkapitels im Klagenfurter Dom beigesetzt.
Die Persönlichkeit Blümls, der aus kleinen Verhältnissen des Unteren Gailtales stammte, charakterisierte einst Weihbischof Andreas Rohracher in einem Schreiben an den Päpstlichen Nuntius:

„Domkapitular Dr. Blüml ist ohne Zweifel der geistig regsamste und höchststehende von den slowenischen Priestern, weshalb man offenbar ihn von der Tätigkeit in der Diözese Gurk ganz ausscheiden will. Sein Verlust würde für uns, besonders auch für mich persönlich, einen sehr schweren Schlag bedeuten.“

Der langjährige Obmann des Rates der Kärntner Slowenen, Valentin Inzko, beschrieb ihn als einen Mann mit ausgeprägtem Österreichbewusstsein, als einen Priester, der von der liturgischen Bewegung Pius Parsch geprägt war, als einen kirchlichen Repräsentanten, der seinen Glauben mit dem Nationalen in Einklang zu bringen suchte, wobei er den Glaubensinteressen den Vorzug vor den nationalen Belangen gab. Trotz seiner blendenden Ausbildung, seiner Rednergabe und seines hohen Ranges blieb er immer bescheiden. Blüml selbst formulierte für das Todesgedenken einen letzten gedruckten Satz.

„Alle, denen ich – wie, wo und wann immer – zum Ärgernis geworden bin, bitte ich aufrichtig um Vergebung, wie auch ich allen vergebe mit der Bereitwilligkeit, um die ich den dreieinigen Gott auf die Fürsprache der Mutter der Barmherzigkeit und aller Heiligen bei der letzten großen Absolution inständig bitte.“

## Auszeichnungen
- 2019 Rudolf-Blüml-Weg in Klagenfurt in Lendorf, von der Feldkirchner Straße nach Osten[1]

## Werke
- Rudolf Blüml: Paulus und der dreieinige Gott. Eine biblisch-dogmatische Studie. Mayer & Comp., Wien 1929
- Rudolf Blüml: Ignaz Seipel. Mensch, Christ, Priester in seinem Tagebuch. Mit einem Geleitwort von Kardinal Innitzer. Wien 1933
- Rudolf Blüml: Prälat Dr. Ignaz Seipel. Ein großes Leben in kleinen Bildern. Klagenfurt 1933
- Rudolf Blüml (Hg.): Ignaz Seipel: Der Friede. Ein sittliches und gesellschaftliches Problem. Innsbruck 1937
- Rudolf Blüml: Ignaz Seipel. Im Dienste des Wortes. Predigten und Ansprachen., Herold-Verlag, Wien 1955